# Lasiopleura zeylanica
Lasiopleura zeylanica är en tvåvingeart som beskrevs av Lamb 1918. Lasiopleura zeylanica ingår i släktet Lasiopleura och familjen fritflugor. Inga underarter finns listade i Catalogue of Life.